# Más allá de la ley
Más allá de la ley (en italiano: Al di là della legge) es una coproducción italiana y española dirigida por Giorgio Stegani y protagonizada por Lee Van Cleef, de género spaghetti western.

## Sinopsis
Un grupo de tres ladrones compuesto por un vagabundo, un soldado de la Unión y un predicador se dedican a robar diligencias procurando no causar víctimas. En una ocasión roban la nómina de los empleados de una mina sin que nadie de la diligencia lo notara. Ben Novack, que iba a entregar la suma a la mina, regresa con su caballo para ver en qué punto del recorrido puede haberse perdido la bolsa del dinero. Allí encuentra al vagabundo (Lee Van Cleef) después de que éste lo esconda. Regresan juntos a la mina en el mismo caballo y suge una amistad entre ellos que le lleva al vagabundo a aceptar el cargo de sheriff.

## Reparto
- Lee Van Cleef - Billy Joe Cudlip
- Antonio Sabàto -  Ben Novack
- Lionel Stander -  Predicador
- Graziella Granata -  Sally Davis
- Bud Spencer - James Cooper
- Enzo Fiermonte - Sheriff John Ferguson
- Gordon Mitchell -  Burton